# Misentea
Misentea (węg. Csíkmindszent) – wieś w Rumunii, w okręgu Harghita, w gminie Leliceni. W 2011 roku liczyła 1108 mieszkańców.